# Bouquet final (film)
Pour les articles homonymes, voir Bouquet final (homonymie).
Pour plus de détails, voir Fiche technique et Distribution.
Bouquet final est un film français réalisé par Michel Delgado et sorti en 2008.

## Synopsis
Gabriel, jeune musicien au chômage, est recruté dans une entreprise américaine de pompes funèbres en tant que directeur commercial. Devant effectuer un stage pratique d'un mois dans l'une des agences de la société, il est accueilli par le directeur de celle-ci, Gervais Bron, qui officie dans le métier depuis 20 ans. Face à l'insensibilité de Bron vis-à-vis des familles des défunts, les relations entre les deux hommes vont être quelque peu tendues, d'autant que Bron convoitait le poste obtenu par Gabriel. De plus, ce dernier va avoir beaucoup de mal à avouer son nouveau poste à sa famille, ainsi qu'à Claire, sa nouvelle petite amie, qui n'est autre que la petite-fille de Monsieur Froissard, un client dont l'épouse est décédée récemment.

## Fiche technique
- Titre original : Bouquet final
- Titre international : Final Arrangements
- Réalisation et dialogues : Michel Delgado
- Assistant à la réalisation : Alain Arthur
- Scénario : Michel Delgado d’après une idée de Sylvie Pialat
- Décors : Frédéric Benard
- Costumes : Annie Thiellement
- Photographie : Pascal Gennesseaux
- Son : Olivier Le Vacon, Jean Goudier et François Groult
- Montage : Joëlle Hache
- Musique : Frédéric Porte
- Producteurs : Sylvie Pialat et Christophe Riandée
- Directeur de production : Philippe Valentin
- Sociétés de production :Les Films du Worso, Gaumont et France 3 Cinéma
- Société de distribution : Gaumont
- Pays d’origine :  France
- Langue : français
- Format : 35 mm — couleur — 1.85:1
- Son : Stéréo digital DTS
- Genre : comédie
- Durée : 101 minutes
- Date de sortie :
  - France : 5 novembre 2008
- (fr) Classification CNC : tous publics
- Visa d'exploitation no 112967 délivré le 25 septembre 2008

## Distribution
- Didier Bourdon : Gervais Bron
- Marc-André Grondin : Gabriel Lougovoï
- Bérénice Bejo : Claire
- Chantal Neuwirth : Evelyne
- Gérard Depardieu : Hugo, le père de Gabriel
- Marthe Keller : Nickye, la mère de Gabriel
- Marilú Marini : Carmen
- Anne Girouard : Natacha, la collègue de Claire
- Valérie Bonneton : Marie, la thanatopractrice
- Michel Galabru : Monsieur Froissard, le grand-père de Claire
- Maryse Deol : Mademoiselle Tholy
- Philippe Laudenbach : le général
- Marion Creusvaux : la candidate
- Guillaume Briat : le prêtre
- Jean-Pierre Tagliaferri : le chef des gitans
- Cyrille Eldin : Cyril
- Chrysostome Do Ngoc : Barnabé, le fils de Claire
- Majid Berhila : le serrurier

## Production

### Casting
Certains acteurs ont joué dans les mini-séries de la société de production CALT : Marion Creusvaux, Anne Girouard et Guillaume Briat dans Kaamelott, Chantal Neuwirth et Valérie Bonneton dans Caméra Café.

### Tournage

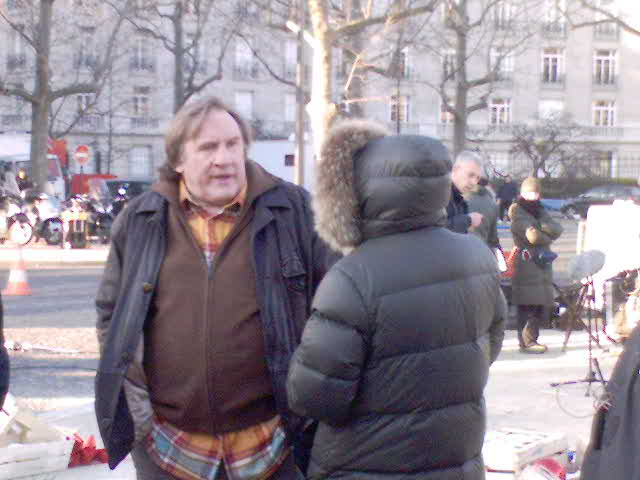
Gérard Depardieu sur le tournage de Bouquet Final (Paris, décembre 2007)

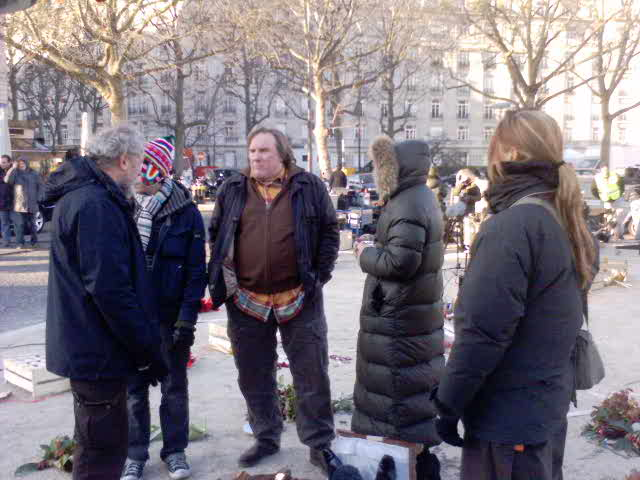
Gérard Depardieu sur le tournage de Bouquet Final (Paris, décembre 2007)

Extérieurs à Paris :
- 7e arrondissement : place Vauban (accident du corbillard),
- 11e arrondissement : boulevard de Ménilmontant (Gabriel arrive devant l'agence des pompes funèbres),
- 12e arrondissement : rue Crémieux (Gabriel et Claire entrent dans l'hôtel),
- 16e arrondissement : avenue du Président-Kennedy (Gervais et Gabriel arrivent au domicile du grand-père défunt),
- 20e arrondissement : cimetière du Père-Lachaise (Gervais fait visiter le cimetière à Gabriel).

### Bande originale
Sauf indication contraire, les informations mentionnées dans cette section peuvent être confirmées par le générique de fin de l'œuvre audiovisuelle présentée ici, ainsi que par la base de données cinématographiques IMDb,  présente dans la section « Liens externes ».
- Regina Spektor - On the Radio
- Soraya Arnelas - Gonna Get Along Without Ya Now (générique de fin)